# Куликово (Тарногский район)
Куликово — упразднённая деревня в Тарногском районе Вологодской области России.

## География
Урочище находится в северо-восточной части области, в подзоне средней тайги, на левом берегу реки Большая Пенога, на расстоянии примерно 9 километров (по прямой) к северо-востоку от села Тарногский Городок, административного центра района.

### Климат
Климат характеризуется как умеренно континентальный, с продолжительной холодной зимой и умеренно тёплым летом. Среднегодовая температура воздуха — +1,5 °C. Средняя температура воздуха самого холодного месяца (января) — −13,6 °C (абсолютный минимум — −52 °C), средняя температура самого тёплого (июля) — +16,8 °С (абсолютный максимум — +37 °С). Вегетационный период длится 115 дней. Среднегодовое количество атмосферных осадков составляет 667 мм, из которых около 67 % выпадает в тёплый период. Снежный покров держится в течение 168 дней. В течение года преобладают ветра юго-западного направления. Среднегодовая скорость ветра 3,3 м/с.

## История
В 1908 году население составляло 22 человека (12 мужчин и 10 женщин). В административном отношении входила в состав Озерецкого общества Шевденицкой волости Тотемского уезда.
По данным 1926 года в деревне имелось 6 хозяйств и проживало 29 человек (12 мужчин и 17 женщин). В административном отношении входила в состав Озерецкого сельсовета Кокшенгского района.
Действовал колхоз «Аббакумовская». В 1940 году деревня Пеногская входила в состав Озерецкого сельсовета Тарногского района. Упразднена не позднее 1973 года.